# Calle Merced
La calle Merced es una arteria vial que cruza el centro de la ciudad de Santiago, Chile. Se extiende desde la Plaza de Armas, como continuación de la calle Compañía, hasta llegar a la plaza Baquedano, en el límite con la comuna de Providencia.
La calle obtuvo su nombre luego de que la Orden de la Merced construyera su convento y su iglesia en 1566. En la Colonia también se la conocía como calle de los Condes, por las familias aristocráticas que se instalaron en la vía.
Alberga varios sitios de interés turístico y cultural como la Basílica de la Merced, la Casa Colorada, el Edificio Comercial Edwards, el Palacio Bruna y la Torre Centenario. En su tramo final, bordea el Parque Forestal.